# إيمي سيداريس
إيمي لويز سيداريس (من مواليد 29 مارس 1961)، ممثلة وممثلة كوميدية وكاتبة أمريكية. ظهرت في أعمال مثل من الماندلوري (2019-2023) وذا بوك أوف بوبا فيت (2022).

## الأعمال

### أفلام
- خادمة في مانهاتن
- رومنسية
- شريك الثالث
- جسم جينيفر
- قطط ترتدي أحذية
- قزم

## روابط خارجية
- إيمي سيداريس على موقع IMDb (الإنجليزية)
- إيمي سيداريس على موقع الموسوعة البريطانية (الإنجليزية)
- إيمي سيداريس على موقع روتن توميتوز (الإنجليزية)
- إيمي سيداريس على موقع ألو سيني (الفرنسية)
- إيمي سيداريس على موقع ميوزك برينز (الإنجليزية)
- إيمي سيداريس على موقع أول موفي (الإنجليزية)
- إيمي سيداريس على موقع قاعدة بيانات برودواي على الإنترنت (الإنجليزية)
- إيمي سيداريس على موقع قاعدة بيانات الأفلام السويدية (السويدية)
- إيمي سيداريس على موقع إن إن دي بي (الإنجليزية)
- إيمي سيداريس على موقع ديسكوغز (الإنجليزية)